# Ряшко Михайло Вікторович
Миха́йло Ві́кторович Ряшко́ (нар. 5 листопада 1996, Мукачево, Україна) — український футболіст, центральний захисник.

## Життєпис

### Ранні роки
Народився 5 листопада 1996 року в родині футбольного тренера Віктора Івановича Ряшко. Вихованець львівського і мукачівського футболу.

### Клубна кар'єра
Після завершення навчання, з 2013 року, грав у молодіжному складі ужгородської «Говерли», але до основної команди не пробився.
Улітку 2015 року Ряшко повернувся в «Говерлу». В українській Прем'єр-лізі дебютував 19 липня 2015 року в першому турі чемпіонату 2015/16 у домашньому матчі проти «Дніпра». Ряшко вийшов на поле на 78-й хвилині, замінивши Сергія Люльку.
2 липня 2016 року став гравцем маріупольського «Іллічівця».
В 2017-2019 роках перейшов до угорської команди «Кішварда», де зіграв 31 гру в основному складі, забив 3 голи та допоміг команді вийти в Прем'єр-лігу. 
В 2020 році перейшов також в угорську команду «Дорогі», встиг себе зарекомендувати і закріпитися в основному складі. У зв'язку з пандемією встиг зіграти 8 ігор, граючи в основному складі.